# Air' Mana
Pour les articles homonymes, voir EFC.
AIR' Mana (Code OACI : EFC) est une ancienne compagnie aérienne française privée. Fondée en 1996, elle effectuait des lignes régulières, des vols à la demande fret et passagers, des évacuations sanitaires et des transports d'organes.
Elle proposait également ses avions à la location avec ou sans équipage.

## Chronologie
En 1996, Jean-Michel Guillon créé une société de location d'avions qu'il baptise AIR'Mana. La flotte évolue jusqu'à trois appareils. 
En 2004, la compagnie acquiert un premier appareil de type merlin IIIA destiné au Transport Public et obtient en 2005 son certificat de transporteur aérien (CTA),.
Elle commence en novembre 2005 l'exploitation de la ligne commerciale entre Nevers et celui de Dijon qui cessera en 2007.
Un deuxième appareil de type Merlin IIIB arrive en 2007.
En 2010, Air'Mana assure la continuité de la compagnie Air-Bor, implantée à Dijon depuis 1989 et placée en liquidation judiciaire.
En 2011, la compagnie ouvre une deuxième base à Dole et reprendra en mars 2011, la ligne commerciale Nevers-Dijon qui cessera le 12 avril 2012.
En 2016, la compagnie est plaçée en liquidation judiciaire.

## Flotte
- 2 Swearingen Merlin (en)

Elle exploite également le Merlin 300 d'Apache Aviation (Patrouille Breitling).

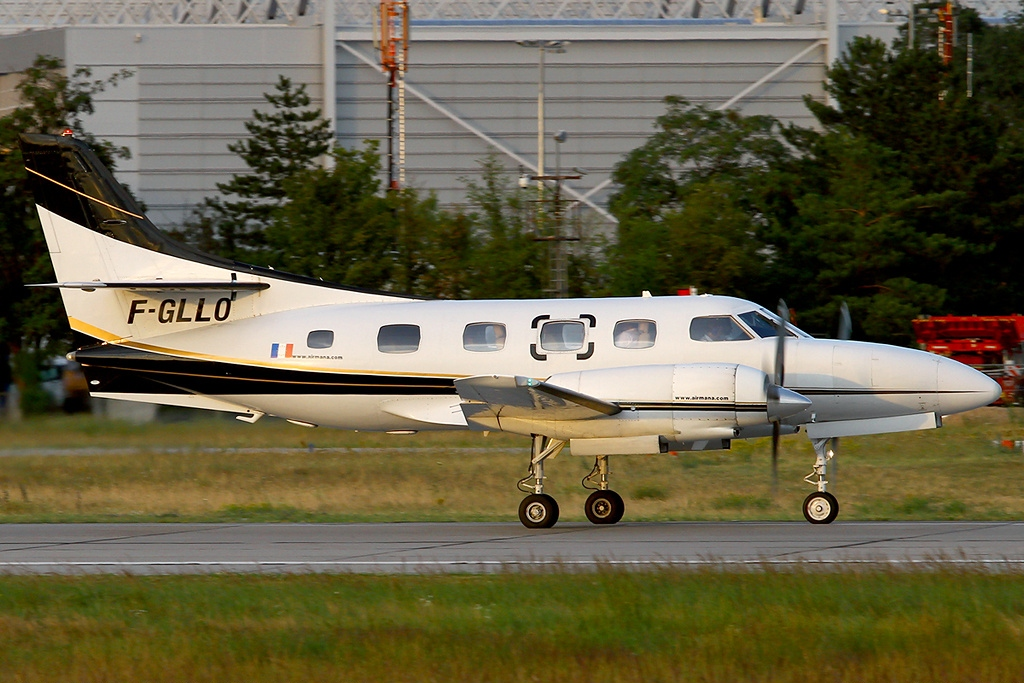
Metro Merlin III F-GZJM d'Air Mana en 2011.
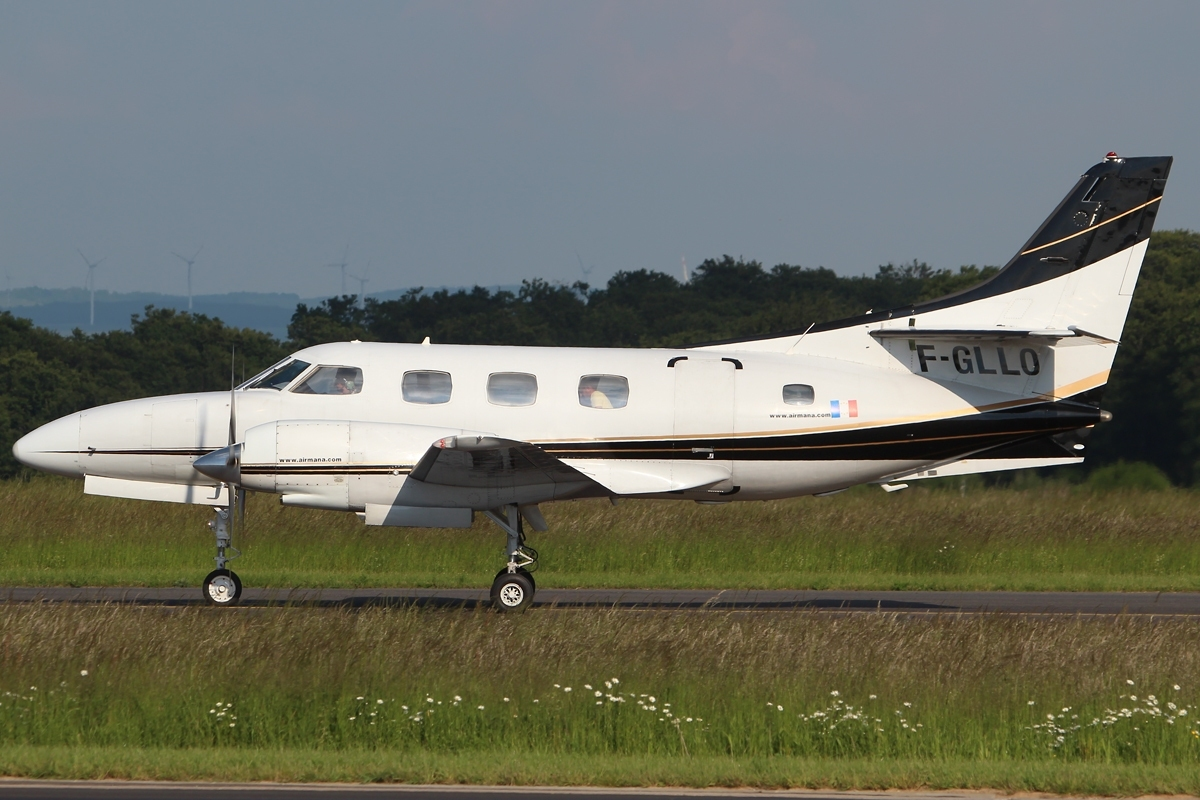
Metro Merlin III F-GLLO d'Air Mana en 2013.